# Azido-alkynová Huisgenova cykloadice
Azido-alkynová Huisgenova cykloadice je 1,3-dipolární cykloadiční reakce azidu s koncovým nebo vnitřním alkynem za vzniku 1,2,3-triazolu. Jako první ji popsal německý chemik Rolf Huisgen (1920–2020).
Ve výše zobrazené reakci azid 2 reaguje s alkynem 1, přičemž se vytváří triazol jako kombinace 1,4-adduktu (3a) a 1,5-adduktu (3b); reakce probíhá při teplotě 98 °C po dobu 18 hodin.
Klasická 1,3-cykloadice, tedy reakce azidového 1,3-dipólu s alkenem jako dipolarofilem se používá málokdy kvůli nízké reaktivitě způsobené nízkou elektronovou hustotou na alkenu a eliminačními vedlejšími reakcemi. Jistého úspěchu bylo dosaženo s využitím nekovově katalyzovaných cykloadicí, jako jsou například reakce s využitím dipolarofilů, které patří mezi alkany s nízkou elektronovou hustotou nebo alkynů.
I když azidy nejsou nejreaktivnějšími dostupnými 1,3-dipóly, tak se upřednostňují, protože se při jejich použití objevuje jen málo vedlejších reakcí a protože jsou při běžně využívaných reakčních podmínkách stabilní.

## Katalýza měďnými sloučeninami

### Katalyzátory
Vylepšení azido-alkynové cykloadice využitím měďnatých katalyzátorů a provedením reakce za jen mírně zvýšených teplot představil Rolf Huisgen v 70. letech 20. století. Původní reakce probíhala příliš pomalu.
Reakce funguje při použití koncových alkynů. Sloučenina mědi projde reakcí, při níž se kov připojí na molekulu alkynu. Měďnatou sloučeninu lze dodat jako předem vytvořený komplex, je ji možné vytvořit přímo v reakční směsi jedním z následujících způsobů:
- Do reakční směsi se přidá měďnatá sloučenina za přítomnosti redukčního činidla (například askorbanu sodného), které zredukuje měďnatou sloučeninu na měďnou. Výhoda tohoto postupu spočívá v odstranění nutnosti použít zásadu. Přítomnost redukčního činidla také deaktivuje každý atom kyslíku, který se do soustavy dostane a zpětnou oxidací Cu+ na Cu2+ by snížil výtěžnost reakce. K nejčastěji používaným sloučeninám patří CuSO4.
- Oxidací kovové mědi
- Pokud by rozpouštění sloučeniny bylo problémem, lze použít měďnaté halogenidy; jodid a bromid ovšem vyžadují přítomnost aminů nebo vyšší teplotu.

Jako rozpouštědla se běžně používají polární aprotické látky jako například tetrahydrofuran (THF), dimethylsulfoxid (DMSO), acetonitril, dimethylformamid (DMF), ale i nepolární látky jako toluen. Lze použít i směs několika rozpouštědel.
Nejčastěji používanými zásadami jsou N,N-diisopropylethylamin a triethylamin (Et3N).

### Mechanismus
Mechanismus azido-alkynové Huisgenovy cykloadice byl navržen na základě funkční teorie hustoty. In situ vytvořené měďné sloučeniny vytváří s trojnou vazbou koncového alkynu π komplex. Za přítomnosti zásady se díky tomu, že je nejkyselejší, deprotonuje koncový vodík za vzniku acetylidu mědi jako meziproduktu, předpokládá se, že meziprodukt obsahuje dva atomy mědi. Jeden atom mědi je navázán na acetylid, zatímco druhý slouží k jeho aktivaci. Kovové centrum se koordinuje s elektron dusíkového atomu, azid a acetylid nejsou tedy koordinovány na stejný atom.

### Vliv ligandů
Použité ligandy jsou nestabilní a koordinují se jen slabě. Azid nahradí jeden z ligandů za vzniku komplexu měď-azid-acetylid a zde dochází k cyklizaci, po níž následuje protonace; zdrojem protonu je vodík odštěpený z koncového alkynu pomocí zásady. Následně disociací vzniká konečný produkt a katalyzátor se obnovuje a lze jej tedy využít v dalším reakčním cyklu.
Při nekatalyzované reakci by alkyn zůstal slabým elektrofilem a velká energetická bariéra by vedla ke snížení rychlosti reakce.

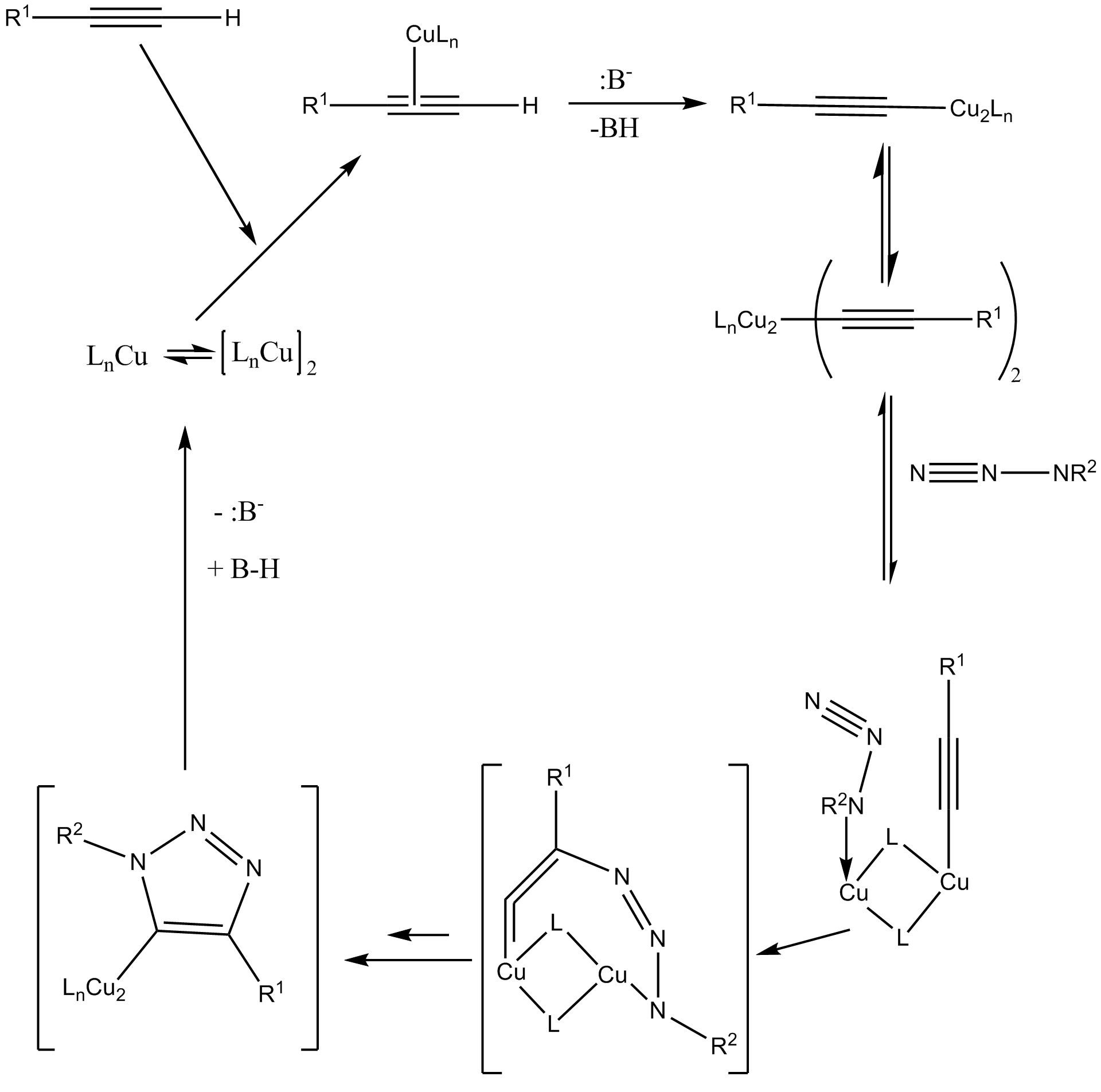
Mechanismus mědí katalyzované cyklizace

## Katalýza sloučeninami ruthenia
Při 1,3-dipolárních azido-alkynových cykloadicích (RuAAC) vznikají 1,5-triazoly.
Na rozdíl od katalýzy měďnými sloučeninami (CuAAC), při kterých reagují pouze koncové alkyny, zde mohou do reakce vstoupit jako koncové, tak i vnitřní alkyny. Během katalytického cyklu tak nevznikají acetylidy ruthenia.
Podle předpokládaného mechanismu nejprve z výchozího ligandu vzniká aktivovaný komplex, který se následně oxidačním párováním alkynu a azidu přemění na sloučeninu obsahující ruthenium v cyklickém řetězci. Nová vazba mezi uhlíkem a dusíkem se vytvoří mezi elektronegativnějším a stericky méně zatíženým uhlíkem alkynu a koncovým dusíkem azidu. Metalocyklický meziprodukt následně projde redukční eliminací za vzniku aromatického triazolu a obnovení katalyzátoru nebo aktivovaného komplexu a jejich uvolnění pro další reakční cykly.
Jako katalyzátory se zde nejčastěji používají Cp*RuCl(PPh3)2, Cp*Ru(COD) a Cp*[RuCl4]. Katalyzátory obsahující cyklopentadienylovou (Cp) skupinu. Lepších výsledků bývá ovšem dosahováno s pentamethylcyklopentadienyl(Cp*) sloučeninami, což může být způsobeno stericky zatíženými skupinami Cp*, jež usnadňuje odstranění výchozího ligandu.

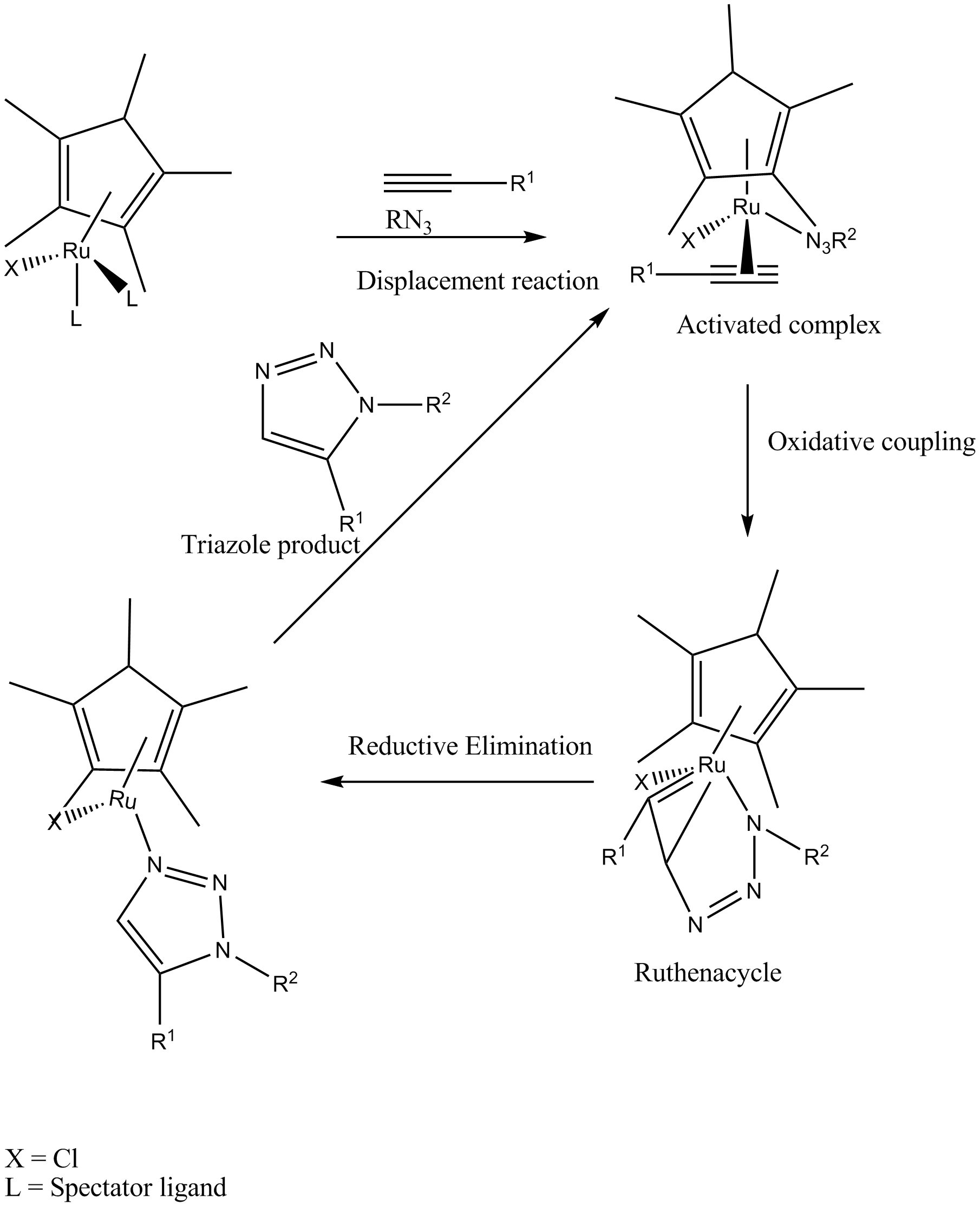
Mechanismus click-reakce katalyzované rutheniem

## Katalýza sloučeninami stříbra
Jsou známy azido-alkynové cykloadiční reakce katalyzované stříbrnými sloučeninami, při nichž vznikaly 1,4-triazoly. Mechanismus je obdobný jako při katalýze měďnými sloučeninami. Samotné stříbrné soli nejsou pro katalyzování cykloadice vhodné, jako zdroj stříbrných iontů se tak používají jejich komplexy.
Předem připravené stříbrné acetylidy kupodivu samotné nereagují s azidy; reagují ale za přítomnosti měďnatých sloučenin.